# Sirkeci

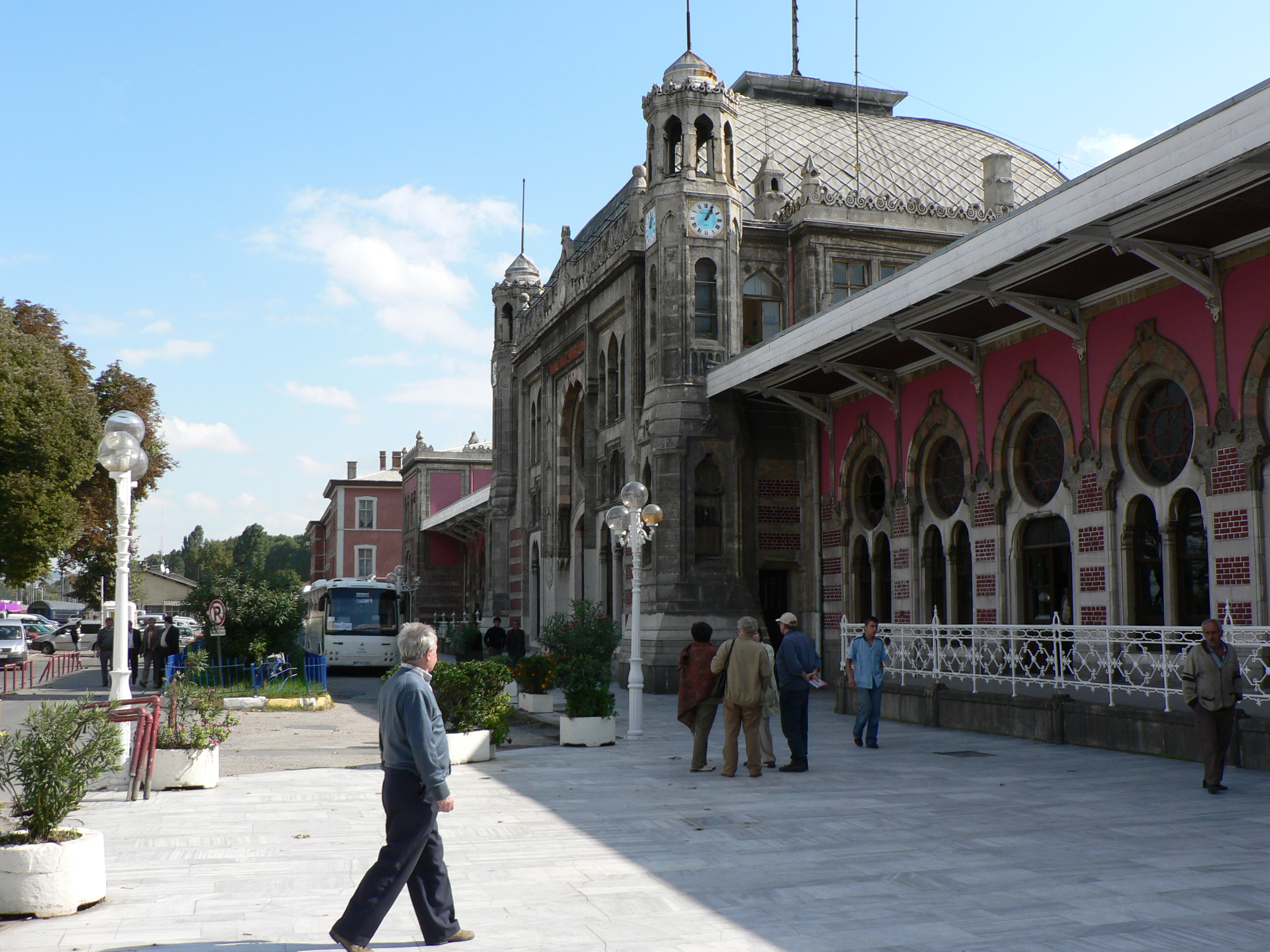
La stazione di Sirkeci a Istanbul

Sirkeci (pronuncia turca [ˈsiɾked͡ʒi]) è un quartiere (in turco semt) parte del distretto di Fatih della città di Istanbul in Turchia. A Sirkeci si trova la Stazione di Sirkeci, capolinea dei treni a lunga distanza che collegano la Turchia all'Europa come il famoso Orient Express.
Il quartiere ha un'importanza commerciale e turistica. Vi si trovano un insieme di piccoli negozi, rivendite di souvenir, uffici e boutique hotels, ristoranti tradizionali turchi, librerie turche e internazionali, e uffici turistici.
In epoca bizantina, l'area era nota come  Prōsphórion, in greco antico: Προσφόριον?, ed era sede di un porticciolo. Allargato gradualmente, esso fu il primo porto a essere costruito nell'area della futura Costantinopoli.

## Trasporti
Famosa per essere la stazione terminale dell'Orient Express, Sirkeci è uno dei nodi più importanti del traffico di Istanbul, dove esistono coincidenze con il treno suburbano, il tram T1 e i ferry-boat che operano sul Bosforo e sul Mar di Marmara. La stazione di Sirkeci delle Ferrovie turche è il nodo terminale delle linee che collegano la Turchia all'Europa; le due linee principali collegano Istanbul a Salonicco in Grecia ed a Bucarest in Romania. In precedenza Sirkeci era il terminale della linea Sirkeci-Halkalı, ora dismessa,  che collegava la penisola storica a questo sobborgo lungo la costa del mar di Marmara. Il tracciato della vecchia linea al di fuori delle mura è diventato poi parte della ferrovia suburbana Marmaray. Questa comprende un tunnel ferroviario sottomarino che attraversando il Bosforo collega la parte asiatica a quella europea di Istanbul, ed ha una stazione sotterranea a Sirkeci. Con la ricostruzione di uno dei due binari della vecchia linea a causa dell'apertura della  linea di metropolitana leggera T6, la stazione ha ricominciato a funzionare anche per i treni a lunga percorrenza.

## Alberghi
L'apertura di molti alberghi ha fatto sì che Sirkeci diventasse uno dei maggiori distretti turistici della penisola storica di Istanbul. Con la sua collocazione fra il distretto di Beyoğlu ed il quartiere di Sultanahmet,  dove si trovano alcuni fra i principali monumenti cittadini, Sirkeci dispone di molti piccoli hotel a prezzi ragionevoli e dal buon rapporto costo/benefici.